# Cimetière des soldats allemands (Vantaa)
Le cimetière des soldats allemands (finnois : Saksalaisten sotilaiden hautausmaa)  est un cimetière situé dans le quartier d'Itä-Hakkila à Vantaa en Finlande.

## Présentation
Le cimetière des soldats allemands (Deutscher Soldatenfriedhof) est un cimetière de Vantaa en lien avec le cimetière d'Honkanummi, où sont enterrés les soldats allemands morts en Finlande pendant la seconde Guerre mondiale.
À l'origine, 364 soldats allemands tombés pendant la Seconde Guerre mondiale et six pendant la Première Guerre mondiale ont été enterrés dans la zone.
De plus, 201 marins allemands noyés dans le golfe de Finlande le 12 décembre 1944 lors du naufrage des destroyers Z 35 et Z 36 y sont enterrés. 
Les noms de ceux qui se sont noyés sont gravés sur le mémorial, qui est situé dans une place circulaire au bout de la route forestière.
Les autres tombes sont placées dans le terrain en petits groupes le long des chemins forestiers. Le cimetière a été conçu par le sculpteur et professeur allemand Gustav Seitz. Encore plus de restes de soldats allemands trouvés sur les fronts y ont ensuite été déplacés.
La clôture en pierre du cimetière a été construite dans les années 1950 par de jeunes Allemands comme travail d'été.
L'entrée d'origine du cimetière a été fermée lors de la construction de la  route nationale 4.

## Galerie

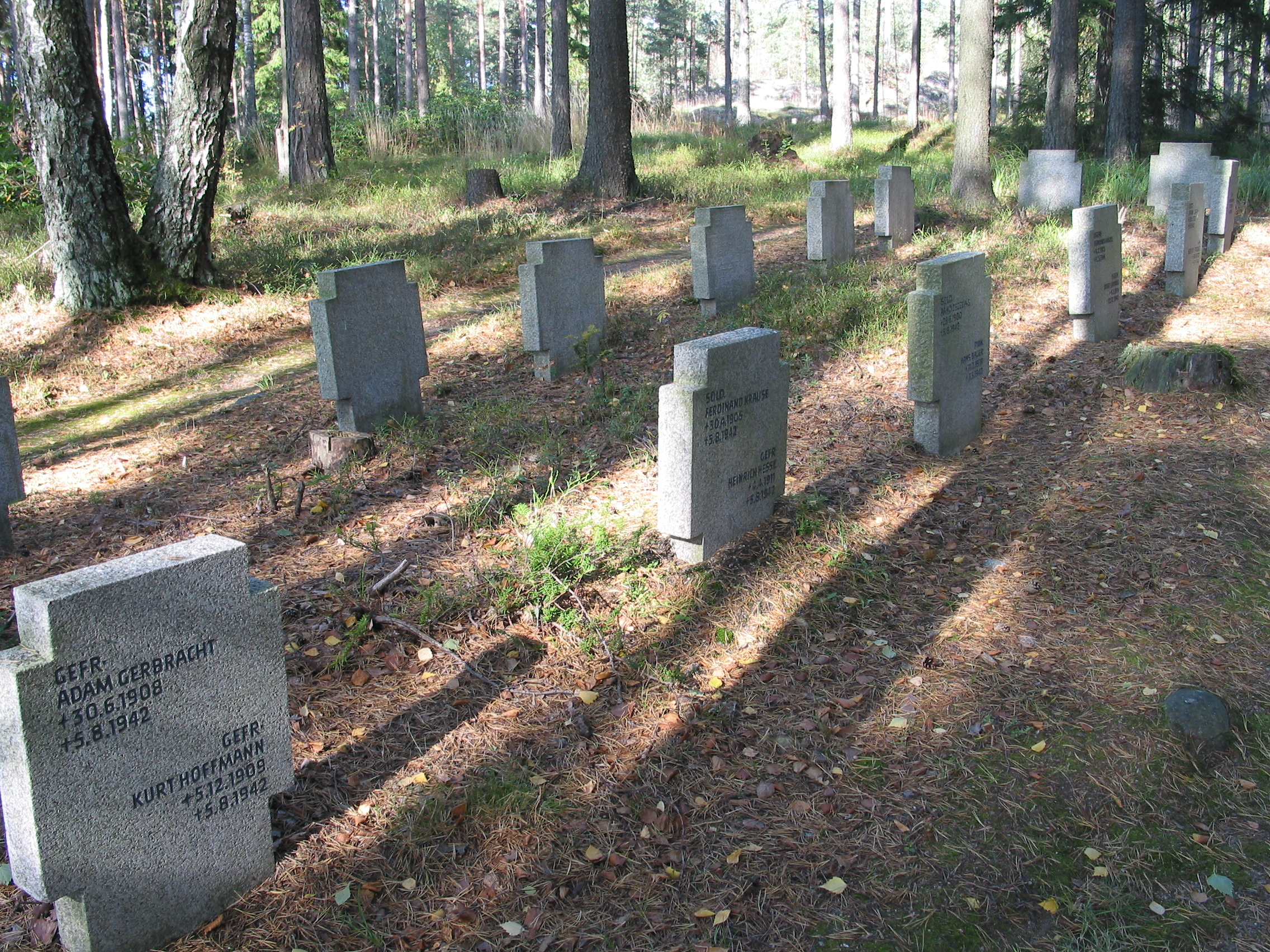
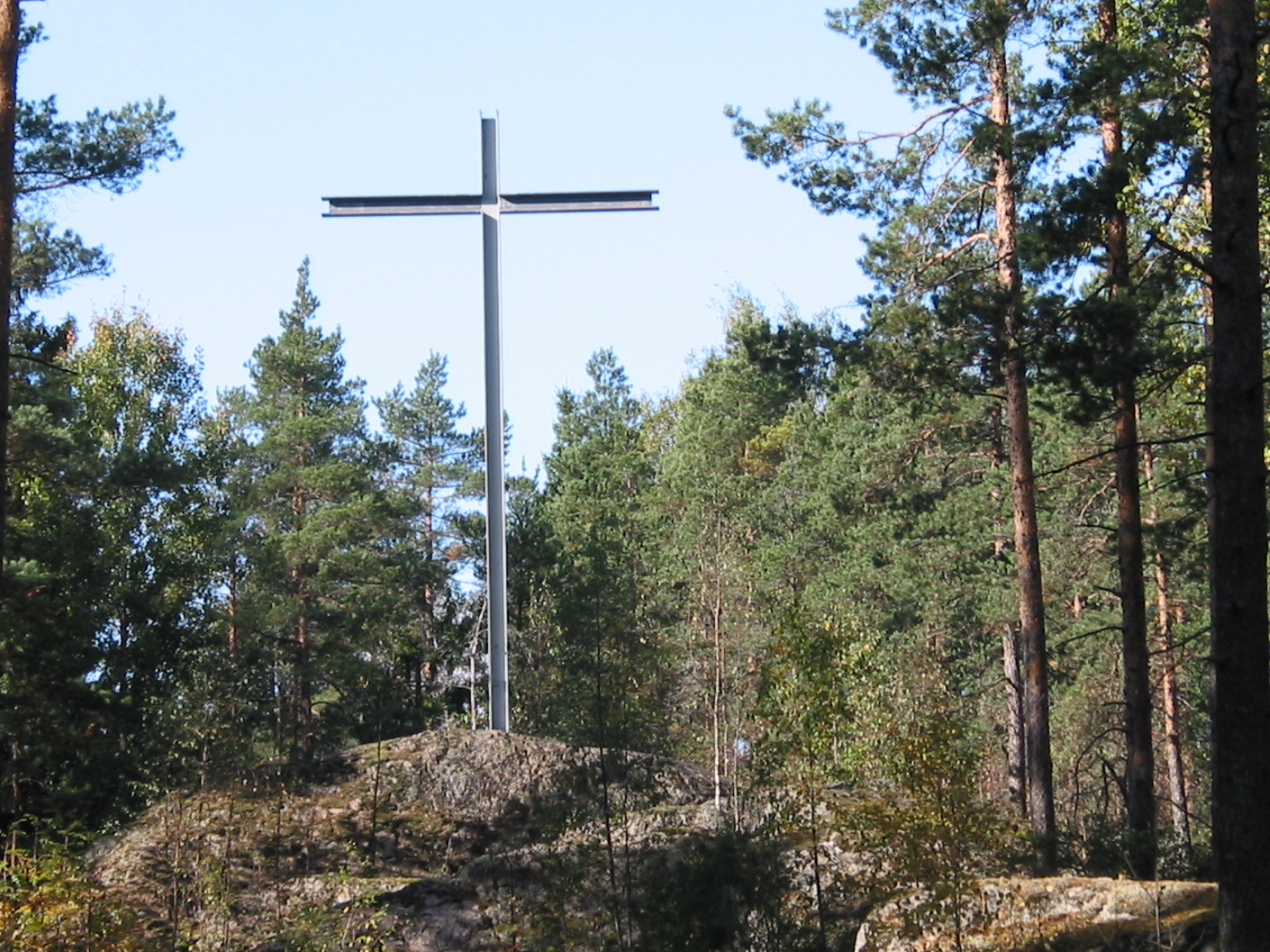
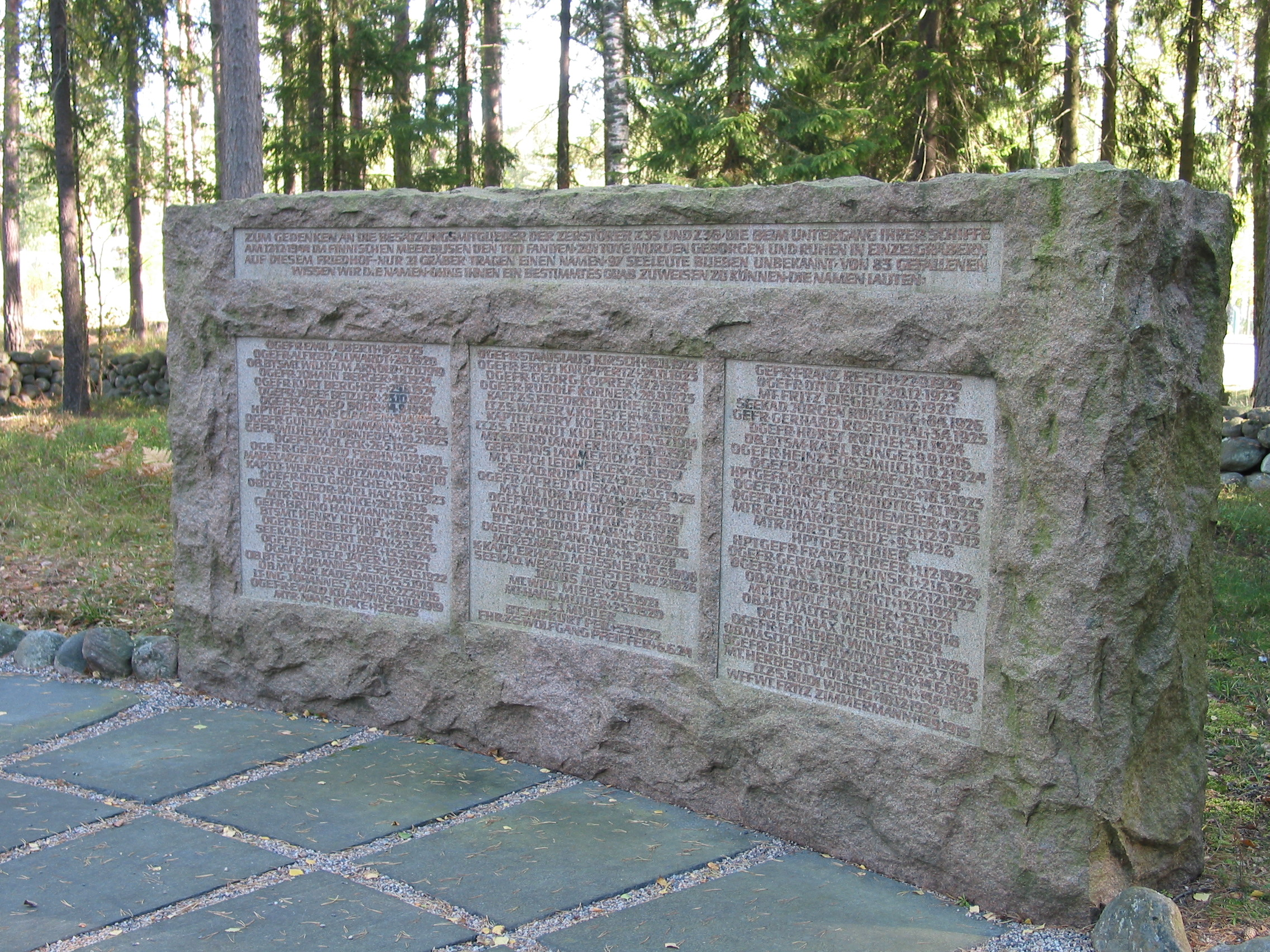